# Australian Football League
Australian Football League (AFL), dawniej zwana Victorian Football League (VFL) – najważniejsza liga futbolu australijskiego w Australii. Jest to również najpopularniejsza liga sportowa w tym kraju.

## Historia
Victorian Football League (Futbolowa Liga stanu Wiktoria) została założona w 1896 roku w Melbourne. Rozgrywki zainaugurowano rok później między ośmioma założycielami ligi : Carlton, Collingwood, Essendon, Fitzroy, Geelong, Melbourne, Saint Kilda i South Melbourne. Pierwszym mistrzem okazała się drużyna z Essendon. W 1908 roku do rozgrywek dołączyły ekipy: Richmond i University. Drużyna uniwersytecka opuściła rozgrywki po sezonie 1914. W 1925 roku przyjęto trzy nowe ekipy: Footscray, Hawthorn i North Melbourne. Aż do 1986 roku VFL skupiała 12 – w dodatku tych samych – klubów.
Bardzo ważne wydarzenie w historii ligi miało miejsce w 1982 roku, w którym to drużyna z South Melbourne przeniosła swoją siedzibę do Sydney, czyli miasta z innego stanu (Nowa Południowa Walia). Ten rok uważa się za przełomowy w formowaniu się ogólnokrajowych rozgrywek (do tej pory każdy stan posiadał swoje niezależne ligi). W 1987 roku, liga powiększyła się o dwa nowe nie-wiktoriańskie kluby: Brisbane (z Queensland) i zachodnioaustralijski West Coast Eagles z Perth. W 1990 roku oficjalnie VFL zmieniła się w AFL, czyli rozgrywki australijskie. Olbrzymim sukcesem dla AFL był rok 1991, w którym to do rozgrywek dołączył klub z Adelaide, reprezentujący słynącą z separatyzmu futbolową organizację SANFL ze stanu Australia Południowa. Szesnastym klubem ligi został drugi zespół z aglomeracji Perth, reprezentujący miasto portowe Fremantle, który dołączył do AFL w 1994 roku. Przed sezonem 1997, doszło do fuzji klubów z Brisbane i Fitzroy, co zaowocowało przyłączeniem do ligi zasłużonego klubu z Adelajdy – Port Adelaide.

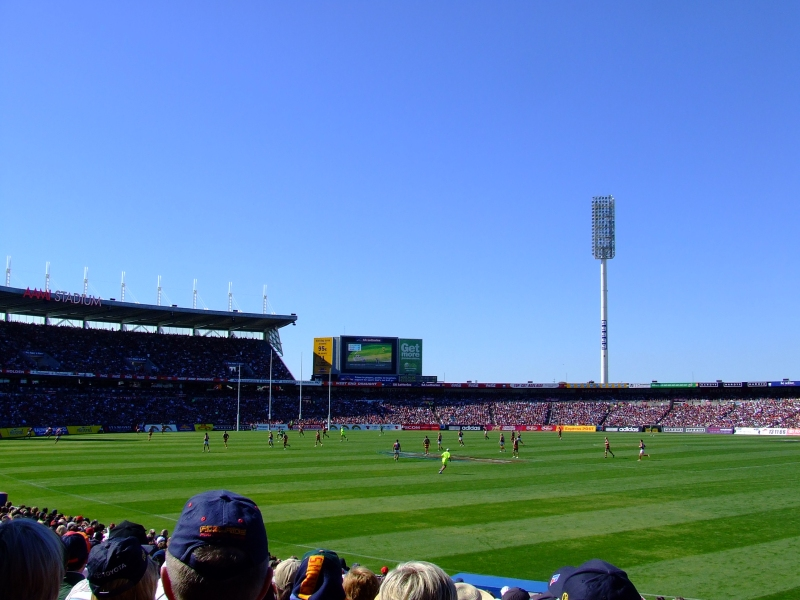
Mecz ligi AFL w Adelajdzie

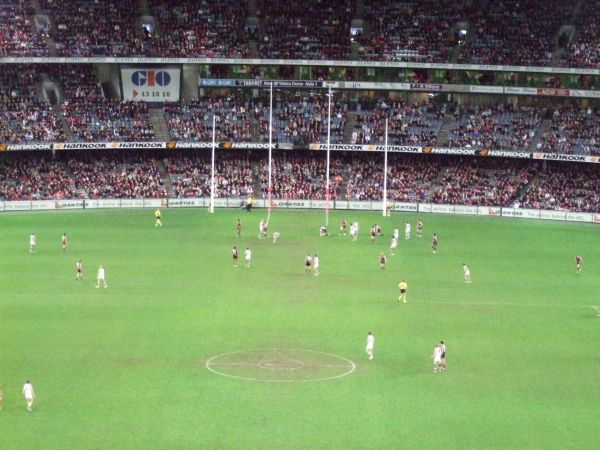
Mecz ligi AFL na stadionie Docklands w Melbourne

## Drużyny
| Klub                                    | Przydomek           | Miasto, Stan                   | Arena                                      |
| --------------------------------------- | ------------------- | ------------------------------ | ------------------------------------------ |
| Adelaide Football Club                  | Crows (Wrony)       | Adelaide, Australia Południowa | AAMI Stadium                               |
| Brisbane Lions Australian Football Club | Lions (Lwy)         | Brisbane, Queensland           | The Gabba                                  |
| Carlton Football Club                   | Blues (Niebiescy)   | Melbourne, Wiktoria            | Melbourne Cricket Ground Stadion Docklands |
| Collingwood Football Club               | Magpies (Sroki)     | Melbourne, Wiktoria            | Melbourne Cricket Ground                   |
| Essendon Football Club                  | Bombers (Bombowce)  | Melbourne, Wiktoria            | Stadion Docklands                          |
| Fremantle Football Club                 | Dockers (Dokerzy)   | Fremantle, Australia Zachodnia | Subiaco Oval                               |
| Geelong Football Club                   | Cats (Koty)         | Geelong, Wiktoria              | Skilled Stadium                            |
| Gold Coast                              | Suns (Słońca)       | Gold Coast, Queensland         | Carrara Stadium                            |
| Greater Western Sydney                  | Giants (Giganci)    | Sydney, Nowa Południowa Walia  | Sydney Showground Stadium Manuka Oval      |
| Hawthorn Football Club                  | Hawks (Jastrzębie)  | Melbourne, Wiktoria            | Melbourne Cricket Ground                   |
| Melbourne Football Club                 | Demons (Demony)     | Melbourne, Wiktoria            | Melbourne Cricket Ground                   |
| North Melbourne Football Club           | Kangaroos (Kangury) | Melbourne, Wiktoria            | Melbourne Cricket Ground Stadion Docklands |
| Port Adelaide Football Club             | Power (Siła)        | Adelaide, Australia Południowa | AAMI Stadium                               |
| Richmond Football Club                  | Tigers (Tygrysy)    | Melbourne, Wiktoria            | Melbourne Cricket Ground                   |
| St Kilda Football Club                  | Saints (Święci)     | Melbourne, Wiktoria            | Stadion Docklands                          |
| Sydney Swans Football Club              | Swans (Łabędzie)    | Sydney, Nowa Południowa Walia  | Sydney Cricket Ground ANZ Stadium          |
| West Coast Eagles Football Club         | Eagles (Orły)       | Perth, Australia Zachodnia     | Subiaco Oval                               |
| Western Bulldogs Football Club          | Bulldogs (Buldogi)  | Melbourne, Wiktoria            | Stadion Docklands                          |

## System rozgrywek
- Sezon regularny

W każdym sezonie między marcem a wrześniem 18 drużyn rozgrywa po 22 ligowe mecze. Każdy z każdym rozgrywa jedno lub dwa spotkania. Drużyny z jednego stanu (wyłączając Wiktorię) zawsze co roku rozgrywają między sobą po dwa mecze. Po ostatniej kolejce sezonu zasadniczego do finałów awansuje 8 najlepszych zespołów.
- Faza finałowa

Po rozgrywkach regularnych wszystkie drużyny zostają rozstawione według kolejności w tabeli (numery rozstawienia pozostają niezmienne aż do Wielkiego Finału).
Celem każdej drużyny jest zajęcie jak najlepszego miejsca w ósemce finałowej, bo to (w przeciwieństwie do większości lig amerykańskich) bardzo premiuje drużyny lepsze. Najkorzystniejsze jest zajęcie 1. lub 2. miejsca. W dalszej kolejności warto jest się znaleźć na miejscach 3-4. Jeżeli drużynie nie uda się znaleźć w pierwszej czwórce (co ma ogromne znaczenie), to próbuje zająć miejsce 5. lub 6. Najmniej korzystne są miejsca 7-8. W fazie finałowej pary rozgrywają tylko po jednym meczu (nie ma rewanżów).
Pierwsza runda fazy finałowej (drużyny zapisane jako pierwsze są gospodarzami meczów): 
Drużyna 1. gra z drużyną 4.
Drużyna 2. gra z drużyną 3.
Drużyna 5. gra z drużyną 8.
Drużyna 6. gra z drużyną 7.
Druga runda fazy finałowej:
Przegrani z par 1-4 i 2-3 (zwycięzcy tych meczów po pierwszej rundzie automatycznie awansują do rundy trzeciej), podejmują na własnych stadionach zwycięzców par 5-8 i 6-7. Drużyna rozstawiona z lepszym numerem zawsze podejmuje drużynę z gorszym numerem.
Trzecia runda fazy finałowej:
Zwycięzcy z pierwszej rundy, z par 1-4 i 2-3, podejmują na swoich stadionach zwycięzców drugiej rundy, przy czym nie mogą się spotkać ponownie 1. z 4. i 2. z 3. ( w tym wypadku 1. zagra z 3. a 2. z 4.). Zwycięzcy tych meczów zagrają w Wielkim Finale Ligi.
Grand Final:
Zawsze jest rozgrywany w ostatnią sobotę września na stadionie Melbourne Cricket Ground mogącym pomieścić 100.000 widzów.

## Popularność
Każdy mecz sezonu 2008 gromadził średnio 38,3 tysięcy widzów, co daje lidze AFL trzecie miejsce pod tym względem w świecie, po lidze futbolu amerykańskiego – NFL i piłkarskiej Bundeslidze.

## Nagrody i anty-nagroda ligi
- Mistrzostwo (Premiership) – za zwycięstwo w Wielkim Finale;
- Małe Mistrzostwo (Minor Premiership) – za wygranie sezonu regularnego;
- Drewniana łyżka (Wooden spoon) – anty-nagroda za zajęcie ostatniego miejsca w sezonie regularnym;